# 杉本荣一
杉本荣一（日语：杉本 榮一, 1901年8月9日—1952年9月24日）是一位日本经济学家。

## 生平
1901年出生于日本东京府，1925年毕业于东京商科大学（现一桥大学）师从福田德三。大学同期生还有白南雲。作为福田德三门下专攻马克思主义政治经济学的弟子，在母校很难找到教职，尽管得到福田德三大力支持仍未获得教师委员会批准。1927年受研究员高岛善哉邀请加入东京社会科学研究所，该所由澀澤榮一的孙子尾高丰作和尾高朝雄支持下成立，大塚金之助担任所长。1929年被任命为东京商科大学专门部助教授，之后赴德留学，进入柏林洪堡大学和新明正道一起师从卡尔·科尔施，1939年返回日本后升为教授。
门下弟子有伊东光晴、浅野荣一、种濑茂、宫川公男、宫崎义一、早川泰正、真实一男、玉井龙象、近藤铁雄等。

## 荣誉
1948年被选为日本学术会议会员，1952年追赠正四位和勳三等瑞宝章。